# Marek Jankulovski
Marek Jankulovski (Ostrava, 9 de maio de 1977) é um ex-futebolista tcheco que atuava como lateral-esquerdo.

## Carreira

### Início
Foi descoberto por olheiros do Baník Ostrava, clube de sua cidade natal, quando tinha apenas dez anos, e por isso criou uma grande identificação. Chegou a jogar uma temporada pelo Znojmo, mas logo voltou para o Baník, equipe pela qual atuou até 2000.
Nesse mesmo ano, o jogador que já era considerado uma revelação, foi contratado pelo Napoli.

### No Futebol Italiano
Na época, o ex-time de Maradona havia caído para a Segunda Divisão do Campeonato Italiano e Jankulovski acabou ficando no banco de reservas. Embora o Napoli não tenha conseguido voltar à divisão principal, o lateral se destacou e sentiu-se à vontade no futebol italiano. Em 2002, foi jogar na Udinese e ajudou o time a conquistar uma vaga na Copa da UEFA do ano seguinte.
As boas apresentações na Udinese chamaram a atenção do Milan, que contratou o jogador em 2005, após a equipe de Udine ter feito grande campanha no campeonato italiano e classificado-se para a Liga dos Campeões da UEFA. Na época, o astro tcheco da rival Juventus, Pavel Nedvěd, chegou a parabenizar os milanistas por terem contratado "o melhor jogador tcheco da atualidade".
No fim da temporada 2010-11, por conta de uma lesão no joelho, saiu do Milan. Logo depois de sua saída do Milan assinou contrato de 1 temporada com o Baník Ostrava.
Em outubro de 2011 na segunda partida por seu novo clube, o Baník Ostrava, Jankulovski rompe o ligamento anterior do joelho esquerdo.
Após meses de recuperação Jankulovski anuncia a aposentadoria em 20 de fevereiro de 2012.

## Seleção Nacional
Foi chamado para a Seleção Tcheca principal pela primeira vez em fevereiro de 2000, disputando naquele ano sua primeira competição pelo país, a Eurocopa 2000. Desde então, não deixou de figurar em toda competição em que o selecionado tcheco principal tenha se classificado.

## Títulos
Milan
- Campeonato Italiano: 2010–11
- Liga dos Campeões da UEFA: 2006–07
- Supercopa da UEFA: 2007
- Mundial de Clubes da FIFA: 2007